# Spermientest (Heimtest)
Ein Spermientest für die rasche Selbstdurchführung soll es dem Mann ermöglichen, beim Vorliegen eines unerfüllten Kinderwunsches die Qualität seines Spermas in privater Atmosphäre selbst zu überprüfen. Bei den verfügbaren Heimtests handelt es sich um Screening-Tests, die halbquantitativ die Konzentration oder die Beweglichkeit der Spermien im Ejakulat messen. Da nur eine einzige Größe bestimmt wird, haben sie weniger Aussagekraft als ein laboranalytisch erstelltes Spermiogramm. Die Zeugungsfähigkeit (Fertilität) ist damit nicht vorhersagbar.
Einfache ältere Selbsttests zur Feststellung der Spermienkonzentration beruhen auf Farbreaktionen. Nach der Umsetzung der Probe mit entsprechenden Reagenzien in der Testvorrichtung wird die Farbintensität anhand der Farbe eines Kontrollfeldes beurteilt, die einer Konzentration von 20 Millionen Spermien pro Milliliter entspricht. Ist die zu beurteilende Ejakulatprobe, je nach Reagenz bzw. Testverfahren, heller oder anders gefärbt als das Kontrollfeld, so liegt die Spermienkonzentration unter dieser, von der Weltgesundheitsorganisation (WHO) als „normal“ eingestuften Konzentration, unterhalb derer, bei gleichzeitiger Einschränkung weitere Merkmale, eine Empfängnis auf natürlichem Wege wenig wahrscheinlich erscheint. Für die Farbreaktion wird beispielsweise Resazurin verwendet.
Ein anderes Messprinzip beruht auf der Bestimmung der Spermienbeweglichkeit. In einem 2006 auf dem britischen Markt eingeführten Test müssen nach dem Befüllen der Testvorrichtung mit Ejakulat die darin enthaltenen Samenzellen eine Strecke in einem Gel durchschwimmen. Damit wird der Weg durch den Schleimpfropf des Muttermundes (Zervixbarriere) simuliert. Die nach 30 Minuten in der Reaktionszone angekommenen Samenzellen werden dort mit Antikörpern markiert und farblich sichtbar gemacht. Sind ausreichend bewegliche Spermien für eine natürliche Befruchtung vorhanden (10 Millionen pro Milliliter; mindestens 50 % der Spermatozoen müssen die Vorwärtsbeweglichkeit der WHO-Kategorie a+b aufweisen), erscheinen im Sichtfeld zwei rote Linien. Im Vergleich mit etablierten Testmethoden soll der Test eine hohe Zuverlässigkeit aufweisen. Das Testergebnis liegt nach etwa einer Stunde vor.
Ein weiterer Test wurde in Deutschland entwickelt. Hierbei wird die Konzentration der Samenzellen mittels eines Immunassay-Verfahrens gemessen. Der Test ist positiv ab einer Spermienkonzentration von zehn Millionen pro Milliliter und wird nach 15 Minuten über einen Farbumschlag abgelesen.